# Zemský okres Ammerland
Zemský okres Ammerland (německy Landkreis Ammerland) je zemský okres v německé spolkové zemi Dolní Sasko. Sídlem správy zemského okresu je město Westerstede. Má přibližně 123 tisíc obyvatel. 

## Města a obce
| Města: 1. Wiefelstede | Obce: 1. Apen 2. Bad Zwischenahn 3. Edewecht 4. Rastede 5. Westerstede |